# 雅各布·富格尔

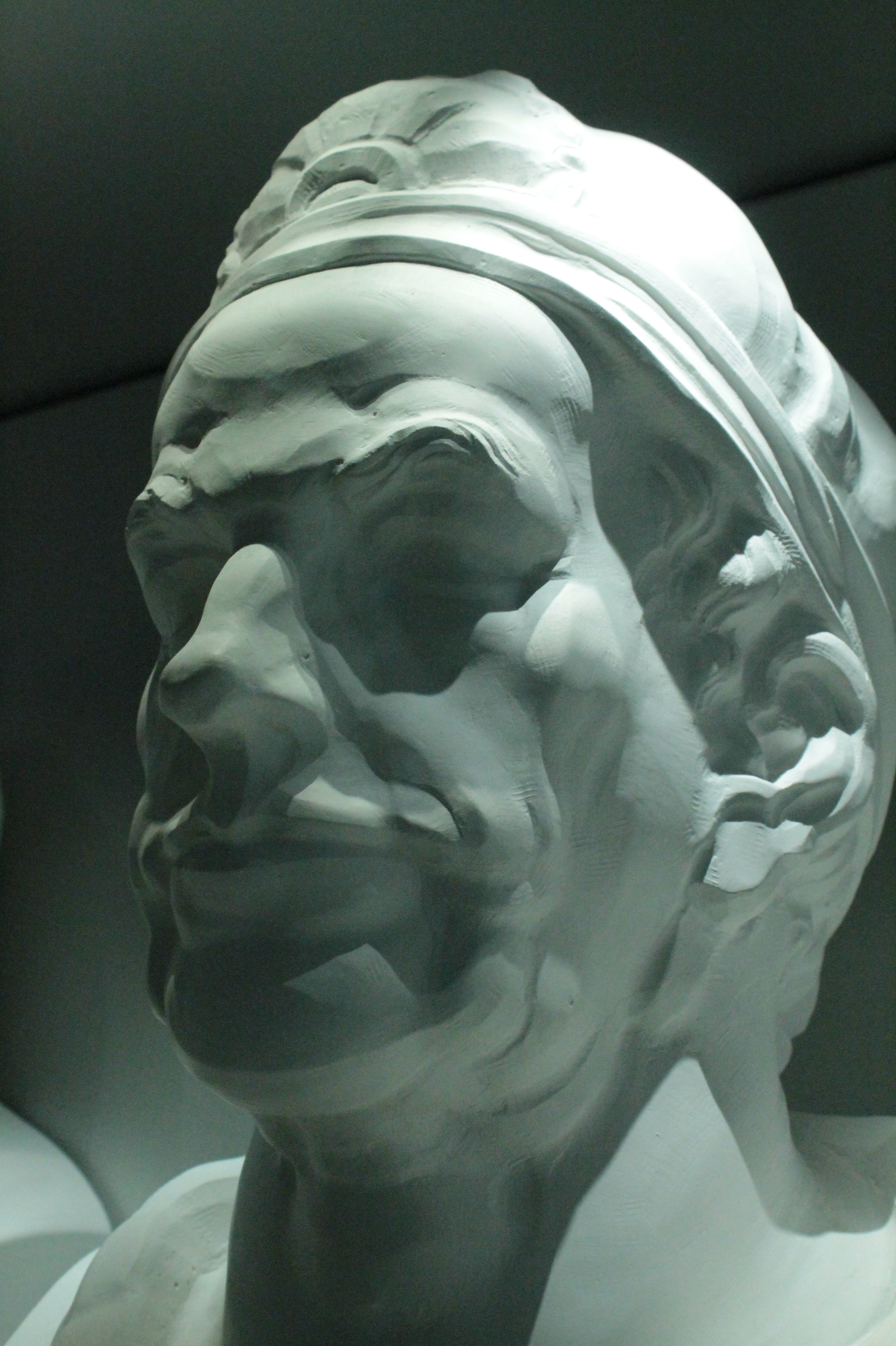
他的半身肖像，藏於联邦国防军军事史博物馆，攝於2019年。

来自百合的雅各布·富格爾（德語：Jakob Fugger von der Lilie，1459年3月6日—1525年12月30日）或稱富有者雅各布·富格爾（德語：Jakob Fugger der Reiche），或更罕見地稱為雅各布·富格爾二世（德語：Jakob II. Fugger），是歐洲煤炭開採企業家和銀行家。
他出身自奧格斯堡貿易家族福尔格家族。他在幾十年內將家族企業擴展為一家遍布歐洲的公司。他14歲就在威尼斯開始了他的學徒生涯，一直待到1487年左右。他也曾任神職人員，領有聖職俸祿，但從未住過修道院。家族財富的基礎主要是透過與意大利的棉花貿易創造的。在他與兄弟開始在哈布斯堡王朝和教廷開辦銀行業務後，家族企業迅速發展起來，最初是在蒂羅爾的煤炭和鋼鐵行業，從1493年開始，在現在的捷克和斯洛伐克地區從事銀和銅的開採。從1525年起，他就被允許在西班牙阿爾馬登開採汞和硃砂。
1487年之後，他正式確立商業政策，在十多年的時間裡，“從一家中型的傳統貿易公司發展成為一家專注於採礦和銀行業的歐洲跨地區集團”。該公司在歐洲銅市場上暫時處於壟斷]]地位。來自上匈牙利（今屬斯洛伐克）的銅通過安特衛普運往里斯本，然後從那裡運往印度。他還參與了德國商人第一次也是唯一一次隨葡萄牙船隊前往印度的貿易之旅（1505年至1506年），以及1525年西班牙對摩鹿加群島的早期貿易遠征，儘管失敗了。
憑藉對哈布斯堡家族的支持，這位奧格斯堡銀行家影響歐洲政治。他資助馬克西米連一世皇帝的崛起以及他的孫子西班牙國王查爾斯被選為羅馬-德意志國王。他還資助了其與雅蓋隆家族的政治聯姻（1515年在維也納舉行的婚禮），後者隨後為哈布斯堡家族鞏固波希米亞王国和匈牙利王國。他還資助戰爭和軍事行動。其中包括1499年施瓦本邦聯和瑞士邦聯之間的“瑞士戰爭”，以及馬克西米利安一世對法國和威尼斯發動的戰爭。在德意志農民戰爭（1524年至1525年）期間，他站在血腥鎮壓起義的諸侯一邊。
他在奧格斯堡的事業確保了持久的名聲。他捐贈的聖亞拿堂建於1509年至1512年間，當時裝飾華麗，也是他與兄弟的墓地，以及德國第一座文藝復興時期的建築。福格社區（德語：Fuggerei）正式成立於1521年，是奧格斯堡工匠和願意工作的短工的貧困聚居地。今天它是世界上現存最古老的社會聚居地。福格社區的成立也有助於提高其家族的公眾形象。達門霍夫（Damenhof）建於1515年，位於奧格斯堡的富格（Fugger）住宅內，是德國文藝復興時期的第一座世俗建築。
1507年，他購買了基希貝格（Kirchberg）縣和魏森霍恩（Weißenhorn）以及烏爾姆以南的烏倫施泰滕（Wullenstetten）和普法芬霍芬（Pfaffenhofen）領地，富格爾家族開始成為貴族。1511年，他由於（當地）租賃法律等緣故被提升為貴族。1514年，馬克西米利安一世皇帝封他為帝國伯爵。1508年，他還獲得了萊赫山谷 (Lech Valley) 的比伯巴赫領主和 Markt 城堡。
他的財富在今天的標準中達到了幾乎無法想像的程度（以今天的購買力推算，大約為4000億美元，佔他那個時代歐洲國內生產總值的2%）。